# Disphragis subguttata
Disphragis subguttata är en fjärilsart som beskrevs av Walker 1855. Disphragis subguttata ingår i släktet Disphragis och familjen tandspinnare. Inga underarter finns listade i Catalogue of Life.